# Laattaouia Ech-Chaybia
Laattaouia Ech-Chaybia   (in arabo العطاوية الشعيبية‎?) è un centro abitato e comune rurale del Marocco situato nella provincia di El Kelâat Es-Sraghna, regione di Marrakech-Safi. Conta una popolazione di 5 444 abitanti (censimento 2014).